# William Baker
William Baker (nascido em 1973 em Manchester, Inglaterra) é um designer de moda, jornalista de moda, autor e diretor de teatro britânico, mais conhecido por seu trabalho com a cantora australiana Kylie Minogue.

## Biografia e carreira
Baker nasceu em 1973 em Manchester, Inglaterra, filho do agente de fabricante de confeitaria Graham, e da professora Jane Bonner. Ele cresceu em Wilmslow, frequentou a Manchester Grammar School. Aos 19 anos, Baker estava estudando teologia no King's College de Londres e trabalhando como assistente de vendas para Vivienne Westwood quando ligou para a gravadora da cantora Kylie Minogue, perguntando se ela tinha um estilista, e então passou a trabalhar com a cantora. Seus trabalhos juntos incluíram o livro Kylie: La La La (2002) e o documentário White Diamond: A Personal Portrait of Kylie Minogue (2007).
Ele também trabalhou com artistas como Garbage, Tricky, Björk, Tori Amos, Jamiroquai, Britney Spears e Leona Lewis em capas de álbuns, singles, videoclipes e turnês.
Em 2007, ele fez sua estreia como diretor de teatro com uma reencenação de Rent, apelidada de Rent Remixed no West End, que recebeu críticas mistas. Quando perguntado de antemão como ele iria lidar com a mudança de direção, ele afirmou: "Estou abordando isso da mesma forma que abordaria um show ou turnê de Kylie".